# Ridnitšohkka
Ridnitšohkka (nordsamisk: Ritničohkka) er med en højde på 1.316 meter over havet det næsthøjeste fjeld i Finland.
Da den højeste top på Finlands højeste fjeld Halti ligger i Norge (Ráisduattarháldi), er Ridnitšohkka det højeste fjeld i Finland, hvor også den højeste top ligger indenfor landets grænser. Ridnitšohkka ligger cirka 4 kilometer sydøst for fjeldet Halti i Enontekis kommune i den nordvestlige del af landskabet Lappland.